# 滕县专区
滕县专区，中华人民共和国山东省已撤消的行政区，在今山东省南部。1950年由原鲁中南行署区尼山、台枣2专区析置，专员公署驻滕县（今滕州市）。辖原由鲁中南行署直辖的济宁市；原尼山专区所属滕县、曲阜、白彦、邹县、凫山、平邑、滋阳8县及原属台枣专区的峄县、临城、铜北、华山、丰县、沛县6县。同年，撤销济北县，併入济宁市。滕县专区辖1市、13县。
1951年，由济宁市析设济宁县（原济北县辖区）。1952年，临城县更名薛城县。
1953年，将铜北、华山、丰县、沛县4县划归江苏省徐州专区；撤销白彦县，并入平邑、滕县、峄县、邹县4县。同年，撤销滕县专区；将平邑县划归临沂专区；其余1市8县划归济宁专区。